# 児玉英水
児玉 英水（こだま ひでみ、1914年 - 1945年）は日本の舞台プロデューサー。宮崎県西都市出身。

## 来歴・人物
西都市三宅に、教育者の長男として生まれる。法政大学法学部入学後、1939年のノモンハン事件に出征、九死に一生を得て帰国する。帰国後、東宝に入社、日劇の企画に配属。翌年上演される紀元2600年奉祝、第81回日劇ステージショー、「民族舞踊・日向」の、プロデューサーを任され、1940年11月、1か月にわたるロングランで、17万人もの観客を集める大成功をもたらした。1943年に報道班員としてマニラに渡り、終戦を前にした1945年7月20日、31歳で戦死した。 

## エピソード
満映のスター李香蘭が初めて日本の舞台を踏んだ際（1941年2月11日：「歌う李香蘭」）、押し寄せたファンが日劇を取り巻く、いわゆる日劇七回り半事件が発生、警察官が出動して取り締まりに当たる騒ぎになったが、公演期間中エスコートしたのが英水であり、それを機会に李香蘭と交流することとなる。自叙伝『李香蘭・私の半生』の中で彼女は、英水が出征する前夜、2人して暗い東京の町を歩き続けたことや、東京駅頭で人知れず見送ったことを回想している。

## 児玉英水を演じた俳優
- テレビ
  - 三田村邦彦（フジテレビ開局30周年記念ドラマ『さよなら李香蘭』、1989年12月21日～1989年12月22日）
    - （劇中では”こだま　えいすい”としてナレーションされているが、実際には、”ひでみ”が正解である。）

  - 小澤征悦（テレビ東京『李香蘭』、2007年2月11日～2007年2月12日）

## 関連人物
- 山口淑子